# Max Kruse
Max Kruse   (Reinbek, 19 de març de 1988) Maximiliano "Max" Kruse, és un exfutbolista professional alemany que jugava com a davanter.

## Biografia
Kruse va néixer a Reinbek, Kreis Stormarn, Schleswig-Holstein, a la perifèria nord-est d'Hamburg. Es va criar a Reinbek o a Hamburg.
Kruse va començar la seva carrera amb el club natal TSV Reinbek abans d'unir-se a l'SV Vier- und Marschlande d'Hamburg l'estiu de 1998. Després de més de set anys allà, va ser explorat pel Werder Bremen el gener de 2006. El 4 de maig de 2009, va signar un contracte de dos anys amb el FC St. Pauli. Durant la temporada 2011–12 de la 2. Bundesliga, Kruse va marcar 13 gols i va oferir sis assistències, ja que el FC St. Pauli va acabar amb 62 punts al quart lloc, perdent-se els playoffs d'ascens per diferència de gols.

### SC Friburg
Després de la seva reeixida etapa amb el St. Pauli, Kruse va ser transferit al SC Freiburg de la Bundesliga l'estiu de 2012. Va fer el seu debut competitiu amb el seu nou club el 18 d'agost de 2012 en un partit DFB-Pokal contra Victoria Hamburg, que va acabar amb una victòria per 2-1 quan Kruse va marcar el primer gol i va donar l'assistència al guanyador de Sebastian Freis. Kruse va debutar a la lliga el 25 d'agost, marcant un gol en un empat 1-1 de Friburg amb 1. FSV Mainz 05. Va ajudar el Freiburg a aconseguir la seva primera victòria de la temporada de la Bundesliga en el seu tercer partit el 16 de setembre, marcant un gol i proporcionant dues assistències en una apassionant derrota per 5-3 contra el TSG Hoffenheim.
Kruse va ajudar a segellar una victòria molesta contra el Schalke el 15 de desembre, proporcionant assistències per als gols de la primera part tant a Jan Rosenthal com a Jonathan Schmid en una victòria per 3-1 a l'Arena AufSchalke. El 16 de febrer, va obrir el marcador nou minuts abans de la mitja part quan el Freiburg va registrar la seva primera victòria contra l'antic club de Kruse el Werder Bremen en 11 anys amb una victòria per 3-2 a casa al Weserstadion.
Kruse va marcar dos gols a la segona meitat del enfrontament de la Bundesliga de Friburg amb el Borussia Mönchengladbach el 30 de març, aconseguint la victòria del club per 2-0. En el seu penúltim partit amb el Freiburg l'11 de maig, va rebre els honors d'"Home del partit" quan va marcar el gol de la victòria en una derrota per 2-1 del ja descendit Greuther Fürth, tot menys assegurant-se al Freiburg un lloc automàtic a la fase de grups de la Lliga Europa per a la temporada vinent.

## Borussia Mönchengladbach
Després d'una temporada destacada amb el Friburg, Kruse va fitxar pel Borussia Mönchengladbach amb un contracte de quatre anys l'abril de 2013. Va debutar amb el club en la derrota de Gladbach contra el Darmstadt 98 de la 3. Liga a la primera ronda de la DFB-Pokal el 4 d'agost de 2013. Va aconseguir marcar el seu primer gol amb el club el 17 d'agost, en fer el primer gol de Gladbach en una victòria a casa per 3-0 sobre El Hannover 96. Kruse va continuar amb la seva ratxa de gols el 31 d'agost, marcant el tercer gol del Gladbach en una victòria a casa per 4-1 sobre el seu antic club Werder Bremen.

### Wolfsburg
El 10 de maig de 2015, el VfL Wolfsburg va fitxar Kruse amb un contracte de quatre anys, després d'activar la seva clàusula d'exclusió de 12 milions d'euros. Va debutar com a substitut al minut 70 l'1 d'agost a la DFL-Supercup de 2015 i va marcar a la tanda de penals quan el Wolfsburg va derrotar al Bayern de Múnic després d'un empat a 1. El 8 d'agost de 2015, Kruse va marcar el seu primer gol amb el Wolfsburg al quart minut de la victòria per 4-1 a l'Stuttgarter Kickers a la primera ronda de la DFB-Pokal.

## Carrera internacional
Kruse va ser membre de l'Alemanya Sub-19 que va competir al Campionat de la UEFA Sub-19 de 2007 i també va participar en l'equip sub-21.
Kruse va rebre la seva primera convocatòria a la selecció sènior per a un amistós contra l'Equador el 29 de maig de 2013 a Boca Raton, Florida. Va donar l'assistència al segon gol de Lukas Podolski del partit abans de ser substituït per Dennis Aogo al minut 79. El partit va acabar amb una victòria per 4-2. Kruse va marcar el seu primer gol amb la selecció nacional en el seu segon partit, marcant el segon gol d'Alemanya en una derrota per 4-3 davant els Estats Units a Washington, DC, el 2 de juny, un partit que va celebrar els 100 anys de la Federació de Futbol dels Estats Units. Malgrat l'reeixida campanya de lliga de Kruse amb Gladbach, va ser omès de la plantilla preliminar de 30 jugadors per a la Copa del Món del Brasil.
El març de 2016, Joachim Löw va dir que no consideraria a Kruse per a la selecció nacional després que Kruse tingués titulars negatius.
Durant aquest temps, Kruse va formar part d'una col·laboració entre l'Associació Alemanya de Futbol i The LEGO Group, que el maig de 2016 va llançar una sèrie de mini-figures col·leccionables exclusiva d'Europa, amb Kruse com a setzena i última minifigura de la col·lecció.

### Jocs Olímpics d'estiu 2020
Després de no haver representat Alemanya des del 2015, Kruse va ser nomenat com un dels tres jugadors més grans d'Alemanya per als Jocs Olímpics de Tòquio 2020. Kruse va començar al partit inaugural d'Alemanya contra el Brasil, on l'equip alemany va perdre 4–2.